# Kamena pustinja
Kamena pustinja (bug. Побити камъни, doslovno "zabijeno kamenje") je prirodni fenomen u Bugarskoj, zapadno od grada Varne na crnomorskoj obali.
Ovaj fenomen čine pješčane dine i sedam većih grupa prirodnih kamenih stupova koji se prostiru na oko 13 km2. Kamene stupove prvi je opisao ruski arheolog i povjesničar Viktor Tepljakov 1829. godine. Kako bi se sačuvali krajem 1930-ih proglašeni su spomenikom prirode.
Postoji niz teorija o podrijetlu ovog fenomena. Pionirske hipoteze mogu se ugrubo podijeliti na dvije skupine: one koje sugeriraju organsko odnosno abiotsko podrijetlo. Prema prvoj, formacije su rezultat aktivnosti koralja što je detaljnim istraživanjima odbačeno. Prema drugoj, nastanak kamenih stupova se objašnjava prizmatičnim trošenjem i dezertifikacijom stijena što je dovelo do stvaranja pješčanih i vapnenačkih konkrecija tijekom donjeg eocena.

## Vanjske poveznice
|  | Zajednički poslužitelj ima još gradiva o temi Kamena pustinja |